# Sindo Garay
Antonio Gumersindo Garay y García, conocido como Sindo Garay (Santiago de Cuba, 12 de abril de 1867-La Habana, 17 de julio de 1968), fue un músico cubano que, aun sin contar con formación académica, supo ganarse un sobresaliente lugar en la trova tradicional.

## Biografía

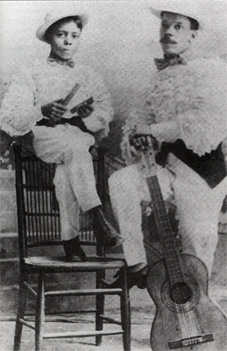
Sindo Garay y su hijo Eladio Guarionex Garay Reyes, 1906.

Fue creador de más de 600 obras que retratan la idiosincrasia cubana; entre sus temas destacan su admiración por su tierra natal, los paisajes, las mujeres y el amor. Entre sus creaciones se encuentran «Amargas verdades», «Mujer bayamesa», «Guarina», «La tarde», «Perla marina», «Retorna» y «Tormento fiero». También proclamó ser autor de la canción «Ojos negros que fascinan». Una compañía de danzas y coros rusa estuvo en Cuba y Sindo Garay, junto con otros artistas de la isla hicieron presentaciones y alternaron con ellos. Años después, le notificaron a Sindo Garay que su composición «Ojos negros que fascinan» aparecía en un disco, de los primeros que se prensaron y como autor figuraba: canción folclórica rusa. Eran tiempos en los que era difícil registrar la autoría de una composición musical.
Varias de sus creaciones tienen un corte político. Durante su infancia actuó como enlace del coronel mambí José Maceo. También por entonces conoció a José Martí, por lo que incluiría en su repertorio el poema Semblanza de Martí, basado en el encuentro que tuvo con el mismo.